# Manuel García del Moral y de Lamata
Manuel García del Moral y de Lamata fou un comerciant i polític valencià, diputat a les Corts Espanyoles durant la restauració borbònica.
Era membre del Partit Liberal, sector romaninista, fou elegit diputat pel districte d'Alcalá de Henares (província de Madrid) a les eleccions generals espanyoles de 1918 i 1919, i pel districte de Sagunt a les eleccions generals espanyoles de 1920 i 1923.